# Departamento de Transporte de Chicago
El Departamento de Transporte de Chicago (en inglés: Chicago Department of Transportation, CDOT) es la agencia local gubernamental encargada de todo el transporte público, tal como su manejo, planeación y diseño de la ciudad de Chicago, Illinois. La sede de la agencia se encuentra ubicada en 30 N. LaSalle Street en Chicago. Su actual director es Gabe Klein.